# Candosa (Portugal)
Candosa es una freguesia portuguesa del municipio de Tábua, con 11,68 km² de superficie y 818 habitantes (2001). Su densidad de población es de 70,0 hab/km².